# Unterach am Attersee

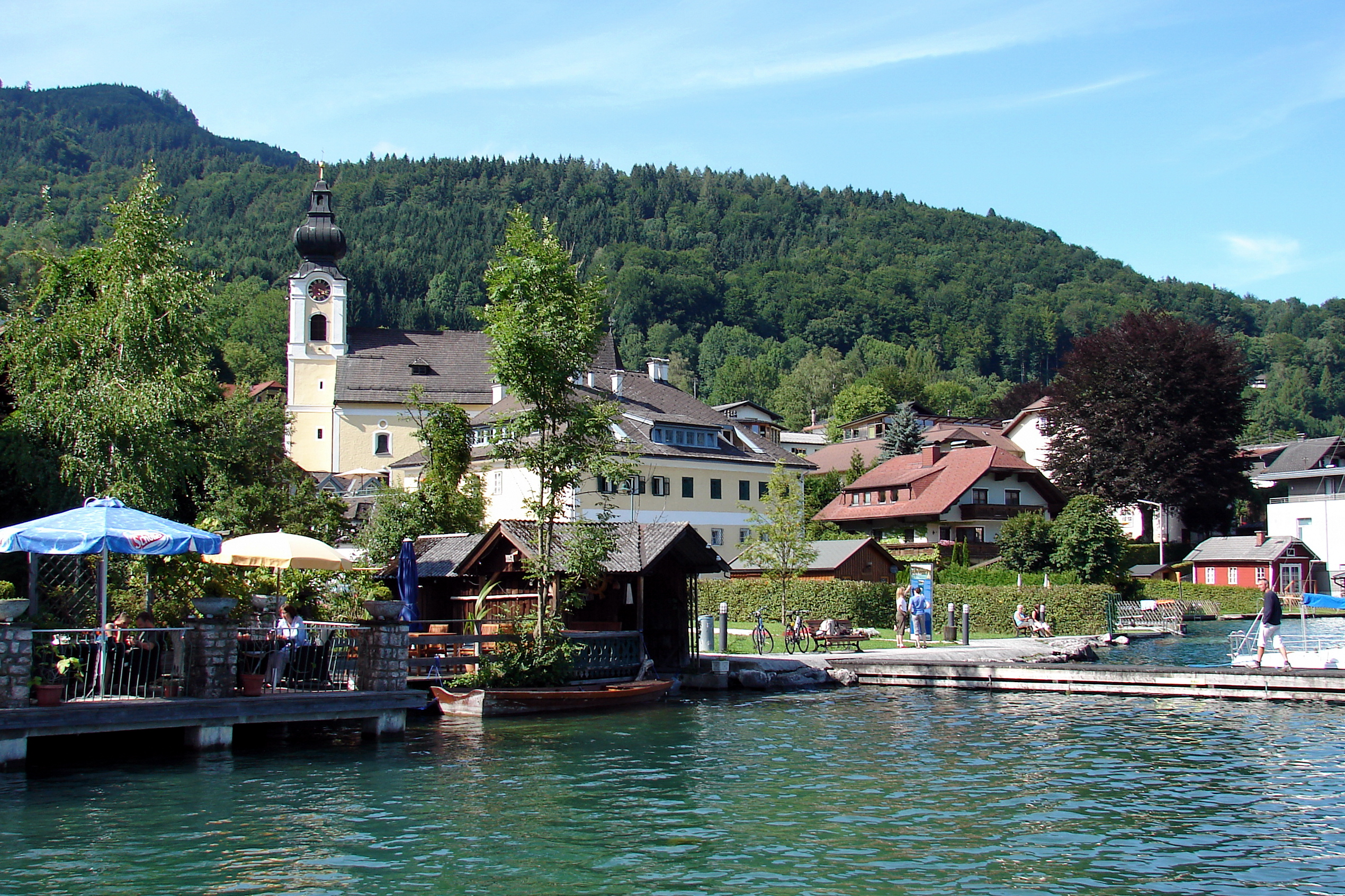
Ortsansicht vom Attersee

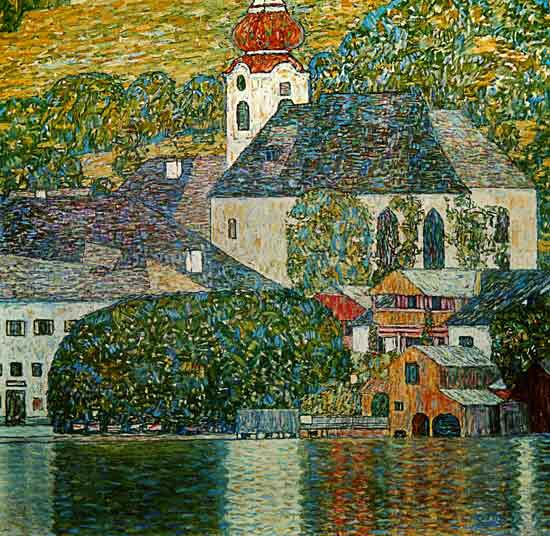
Kirche in Unterach am Attersee. Gustav Klimt, Öl auf Leinwand, 1916, Sammlung Fritz Böck

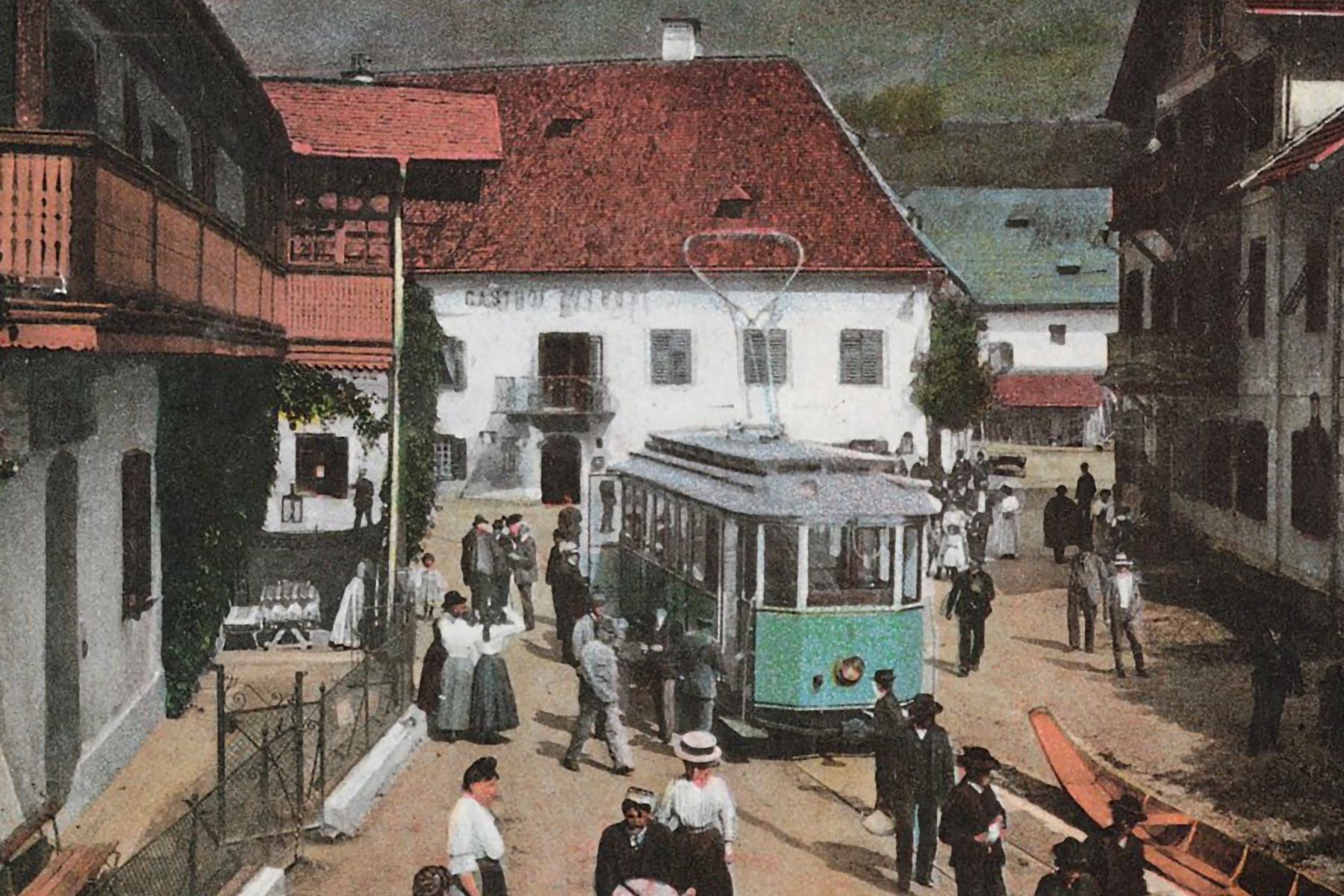
Die Lokalbahn im Ort, ca. 1910

Unterach am Attersee ist eine Gemeinde mit 1554 Einwohnern (Stand 1. Jänner 2024) im südwestlichen Teil von Oberösterreich im Bezirk Vöcklabruck. Sie liegt am südlichen Ende des Attersees im Salzkammergut. Die Gemeinde liegt im Gerichtsbezirk Vöcklabruck, seit der Gerichtsbezirk Mondsee per 1. Juli 2013 aufgelöst wurde.

## Geografie

### Gemeindegliederung
Das Gemeindegebiet umfasst folgende Ortsteile (in Klammern Einwohnerzahl Stand 1. Jänner 2024):
- Au (352) mit Ort am Mondsee, See am Mondsee und Au
- Buchenort (276) mit Misling und Stockwinkel
- Unterach (926) mit Mühlleiten und Unterach

### Nachbargemeinden
| Mondsee (Grenze im See)Oberwang | Nußdorf am Attersee                         |                                       |
| Innerschwand (Grenze im See)    | Kompassrose, die auf Nachbargemeinden zeigt | Steinbach am Attersee (Grenze im See) |
|                                 | St. Gilgen (Bezirk Salzburg-Umgebung)       |                                       |

## Geschichte
Der Ortsname rührt vom bajuwarischen Untraha „Zwischenwasser“ aufgrund der Lage an Mondsee und Attersee.
- Pfahlbau: Im Gemeindegebiet wurden Überreste einer aus der jüngsten Stein- und Bronzezeit stammenden Pfahlbausiedlung der ostalpinen Pfahlbaukultur gefunden.
- Herrschaft: Im Mittelalter war hier das zur Herrschaft Kogl gehörende Amt Unterach. Die Vischmaister – deren Name auf die große Bedeutung der Fischerei hinweist – waren im Spätmittelalter die Herren von Unterach. Ihnen folgten die Lasser von Lasseregg, und aus dem Edelsitz dieser Familie entwickelte sich im Laufe des 16. und 17. Jahrhunderts ein eigener, kleiner Herrschaftsbezirk. Das um 1560 errichtete Schloss wurde durch Umbauten Anfang des 20. Jahrhunderts stark verändert
- Pestzeit: Die Pest wütete am Attersee nach Überlieferung so stark, dass niemand von ihr verschont blieb. Alle Leute um den Attersee waren gestorben, nur der Faschinger war noch am Leben. Er war über seine Einsamkeit ganz verzweifelt. Da zündete er ein Feuer an und hielt Ausschau, ob sein Zeichen gesehen würde. Und in der Tat, es wurde bemerkt, und am anderen Ufer des Sees, in der Gegend von Weyregg, stieg eine Rauchsäule auf. Rasch schob er sein Boot ins Wasser, um ans andere Ufer zu gelangen. Doch mitten auf dem See kam ihm ein anderes Boot entgegen. Darin befand sich eine Frau, die alleine in Weyregg von der Pest verschont geblieben war. Und von diesem Paar sollen die Bewohner rund um den Attersee abstammen. Der Faschinger und die Weyreggerin mussten nun alle Toten begraben. Die Stelle, wo dies angeblich geschah, heißt heute noch Elend. Das kam daher: Die Arbeit des Begrabens war so schrecklich, dass der eine ausrief: „Ist das ein Elend!“.
- Klein-Venedig: Unterach war früher mit Wagen und Pferden kaum zu erreichen. Deshalb, wegen der auf Pfählen errichteten Uferbebauung und wegen der zahlreichen Boote wurde es Klein-Venedig genannt.
- Straßenbahn/Lokalbahn Unterach-See: In der ersten Hälfte des 20. Jahrhunderts verband die Elektrische Bahn Unterach–See am Mondsee (Stern & Hafferl) den Schiffsverkehr von Attersee und Mondsee.

Ein ursprünglich mit Dampf betriebener Schaufelraddampfer der Attersee-Schifffahrt, 1870 mit holzbeplanktem Rumpf gebaut hieß ursprünglich Attersee, ab 1872 Franz Ferdinand nach dem Habsburger Erzherzog und wurde nach dem Ersten Weltkrieg 1918 auf Forderung des Arbeiterrats auf Unterach umbenannt. Das Schiff hatte seinen Liegeplatz an einer Boje in der Nordbucht des Sees und einen Platz zum Auflanden beim Schloss Kammer und wurde 1979 verschrottet. 
1984 wurde ein nachfolgendes Schiff Unterach genannt, das 1970 gebaut und 1984 in den Attersee kam.

### Bevölkerungsentwicklung
| Unterach am Attersee: Einwohnerzahlen von 1869 bis 2024 | Unterach am Attersee: Einwohnerzahlen von 1869 bis 2024 | Unterach am Attersee: Einwohnerzahlen von 1869 bis 2024 | Unterach am Attersee: Einwohnerzahlen von 1869 bis 2024 | Unterach am Attersee: Einwohnerzahlen von 1869 bis 2024 |
| ------------------------------------------------------- | ------------------------------------------------------- | ------------------------------------------------------- | ------------------------------------------------------- | ------------------------------------------------------- |
| Jahr                                                    |                                                         |                                                         |                                                         | Einwohner                                               |
| 1869                                                    | 1869                                                    |                                                         | 966                                                     | 966                                                     |
| 1880                                                    | 1880                                                    |                                                         | 1.031                                                   | 1.031                                                   |
| 1890                                                    | 1890                                                    |                                                         | 1.090                                                   | 1.090                                                   |
| 1900                                                    | 1900                                                    |                                                         | 1.152                                                   | 1.152                                                   |
| 1910                                                    | 1910                                                    |                                                         | 1.200                                                   | 1.200                                                   |
| 1923                                                    | 1923                                                    |                                                         | 1.185                                                   | 1.185                                                   |
| 1934                                                    | 1934                                                    |                                                         | 1.224                                                   | 1.224                                                   |
| 1939                                                    | 1939                                                    |                                                         | 1.197                                                   | 1.197                                                   |
| 1951                                                    | 1951                                                    |                                                         | 1.777                                                   | 1.777                                                   |
| 1961                                                    | 1961                                                    |                                                         | 1.363                                                   | 1.363                                                   |
| 1971                                                    | 1971                                                    |                                                         | 1.349                                                   | 1.349                                                   |
| 1981                                                    | 1981                                                    |                                                         | 1.343                                                   | 1.343                                                   |
| 1991                                                    | 1991                                                    |                                                         | 1.314                                                   | 1.314                                                   |
| 2001                                                    | 2001                                                    |                                                         | 1.491                                                   | 1.491                                                   |
| 2011                                                    | 2011                                                    |                                                         | 1.427                                                   | 1.427                                                   |
| 2021                                                    | 2021                                                    |                                                         | 1.546                                                   | 1.546                                                   |
| 2024                                                    | 2024                                                    |                                                         | 1.554                                                   | 1.554                                                   |
| Quelle(n): Statistik Austria                            |                                                         |                                                         |                                                         |                                                         |

## Kultur und Sehenswürdigkeiten
- Pfarrkirche (mit Altarbild von Bartholomäus Altomonte)
- Schloss Lassereck
- Lederermayerhaus[2]
- Viktor Kaplan 2-Seen-Themenweg[3] Rundweg über Gut Rochuspoint über 9 km Strecke mit 280 Hm[4][5]
- Edelkastanien-Wald (Ausnahmeerscheinung nördlich der Alpen)
- Hochmoor Egelsee
- Waldlehrpfad
- Märchenwald

### Veranstaltungen
- Glöcklerlauf (5. Jänner)
- Lumpenball der F.F. Buchenort (Rosenmontag)
- Unteracher Kultursommer (div. Termine)
- Maibaum-Setzen (30. April)
- Autofreier Rad-Erlebnistag Attersee (üblicherweise Mai)
- Bergmesse auf der Eisenauer Alm (Pfingstmontag)
- Dorffest (Juni)
- Handwerkermarkt (Juli)
- Seefest mit Feuerwerk (üblicherweise 2. Samstag im August)
- Kirtag (Sonntag nach Bartholomäus, üblicherweise letzter Sonntag im August)
- Wanna Rock
- Maroni-Fest (üblicherweise um den österreichischen Nationalfeiertag)
- Adventmarkt am Hauptplatz (Anfang Dezember)

## Wirtschaft und Infrastruktur
- Werk Unterach der Fareva; Auftragshersteller von Zytostatika Generika; größter Arbeitgeber in Unterach[6]
- Tourismus

## Politik
Der Gemeinderat hat 19 Mitglieder.
- Mit den Gemeinderats- und Bürgermeisterwahlen in Oberösterreich 2003 hatte der Gemeinderat folgende Verteilung: 9 ÖVP, 9 SPÖ und 1 FPÖ.
- Mit den Gemeinderats- und Bürgermeisterwahlen in Oberösterreich 2009 hatte der Gemeinderat folgende Verteilung: 10 ÖVP und 9 SPÖ.
- Mit den Gemeinderats- und Bürgermeisterwahlen in Oberösterreich 2015 hatte der Gemeinderat folgende Verteilung: 10 ÖVP und 9 SPÖ.
- Mit den Gemeinderats- und Bürgermeisterwahlen in Oberösterreich 2021 hat der Gemeinderat folgende Verteilung: 12 ÖVP und 7 SPÖ.[7]

### Bürgermeister
- 1997–2007 Hermann Perner (SPÖ)
- 2007–2015 Englbert Gnigler (SPÖ)
- seit 2015 Georg Baumann (ÖVP)[8]

### Wappen
Blasonierung des Gemeindewappens: „In Gold ein blauer Schrägbalken, darin ein silberner Fisch, oben begleitet von einem roten Herz.“
Die Gemeindefarben sind Blau, Gelb, Rot.
Verleihung des Gemeindewappens und Genehmigung der vom Gemeinderat am 9. November 1979 festgesetzten Gemeindefarben durch Beschluss der oberösterreichischen Landesregierung vom 25. August 1980. Der Entwurf des Wappens stammt von Herbert Erich Baumert aus Linz.
Wappen der mit dem Geschlecht der Lasser zu Lasseregg und Unterach verwandten Salzburger Familie Alt nach einem Glasfenster und Grabstein in der Pfarrkirche Unterach. Der Fisch unterstreicht zugleich die Lage der Gemeinde am See und erinnert an die Fischerei als ehemals ertragreiche Erwerbsquelle der Bewohner. Das Wappen wurde in ähnlicher Form bereits in der Zwischenkriegszeit ohne amtliche Genehmigung im Gemeindestempel und auf Briefpapieren verwendet.

## Persönlichkeiten

### Berühmte Gäste und Einwohner
- Viktor Kaplan (1876–1934), Ingenieur
- Hugo Wolf (1860–1903), Komponist und Musikkritiker
- Gustav Klimt (1862–1918), Maler
- Johannes Brahms (1833–1897), Komponist, Pianist und Dirigent
- Gottfried Keller (1819–1890), Dichter und Politiker
- Maria Jeritza (1887–1982), Sopranistin
- Heinz Conrads (1913–1986), Schauspieler, Conférencier und Wienerlied-Interpret
- Georg Danzer (1946–2007), Liedermacher
- Gusti Wolf (1912–2007), Schauspielerin
- Johanna Matz (1932–2025), Kammerschauspielerin
- Elisabeth Stiepl (1921–2007), Schauspielerin
- Karl Schwetter (1914–2002), Schauspieler und Filmproduktionsleiter
- Alexander Jenner (* 1929), österreichischer Pianist
- Franz Bauer-Theussl (1928–2010), Dirigent
- Heinrich Schiff (1951–2016), Cellist und Dirigent
- Christoph Kardinal Schönborn (* 1945), römisch-katholischer Theologe, seit 1995 Erzbischof von Wien und seit 1998 Vorsitzender der Österreichischen Bischofskonferenz
- Franz Tewele (1841–1914), Schauspieler und Theaterdirektor